# World Water Index
Der World Water Index (WOWAX) ist ein Aktienindex. Er enthält die  weltweit 20 größten Unternehmen aus den Sektoren Wasserversorgung, -infrastruktur und -reinigung.
Der Index wurde am 2. Februar 2006 von Société Générale in Kooperation mit der SAM Group und des Dow Jones Indexes/STOXX aufgelegt. Es handelt sich um einen Performance-Index, der Startwert lag bei 1.950,30 Punkten. Die Indexzusammensetzung wird alle 6 Monate überprüft. Die enthaltenen Aktien werden alle 3 Monate gleich gewichtet. Das Aufnahmekriterium in den Index basiert auf der Marktkapitalisierung und der hohen Liquidität der Unternehmen.
Der Index wurde unter der ISIN XY0100291446 registriert. 